# Кастелнуово Вомано (Терамо)
Кастелнуово Вомано (итал. Castelnuovo Vomano) је насеље у Италији у округу Терамо, региону Абруцо.
Према процени из 2011. у насељу је живело 3833 становника. Насеље се налази на надморској висини од 114 м.